# Aulacodes methodica
Aulacodes methodica là một loài bướm đêm trong họ Crambidae.